# 葉漢
葉漢 (ヨウカン　通称:イップ・ホン（広東語音:Yip6 Hon3)) (1904年 – 1997年5月7日)は、華南地域における賭博業の大立者。 

## 経歴
広東省江門市出身。幼少時より博戯を好み、「鬼王（幽鬼の王）」と渾名された。
成長してマカオに出、当時の賭博界の大物傅老榕の下で働き、聽骰黨と呼ばれるいかさま集団の一掃に尽力し有名になる。その後、上海に渡りカジノを経営し莫大な富を得る。
1937年、日中戦争が始まると、上海における事業をやめ、マカオに帰還、すぐさま、ライセンスを取得し、カジノ事業を開始した。その後、スタンレー・ホー、テディ・イップ、霍英東（ヘンリー･フォク）らと、カジノ・リスボアを経営するなど、マカオのギャンブルビジネス隆盛の礎を築いた。その後、彼らと経営上の対立を生じ、この会社から撤退、競馬事業(マカオジョッキークラブ)を始めたものの成功には至らず、それを、スタンレー・ホーに売却し、1988年、公海上のギャンブルビジネスを創始した。まず、貨物船を改造した「プリンセス･オブ･ジ･オリエント（東方公主號）」を購入し、後にはそれを売り客船「港龍星」を買って事業を行った。この事業は当初は成功したものの、多くの後続事業者が現れるにつれ、経営困難となりヒョン兄弟に売却している。
1997年5月7日、ヴィクトリア・ピーク麓の高級住宅街に構える自宅にて心筋梗塞により死去。競馬新聞を読みながら予想をしている最中の死であったと伝えられる。

## 逸話
賭場の経営者と同様にギャンブラーとしても数々の逸話を残している。
- 1980年代半ば、ラスベガスにて32時間連続で3,800回以上のバカラをプレイ。結果200万ドル負け、カジノオーナーから100万ドル取り返せればロールス・ロイスをプレゼントするとの申し出があった。そして、2日後300万ドルとロールスロイスをそのカジノから勝ち取った。